# بیل براون (تنظیم‌کننده)

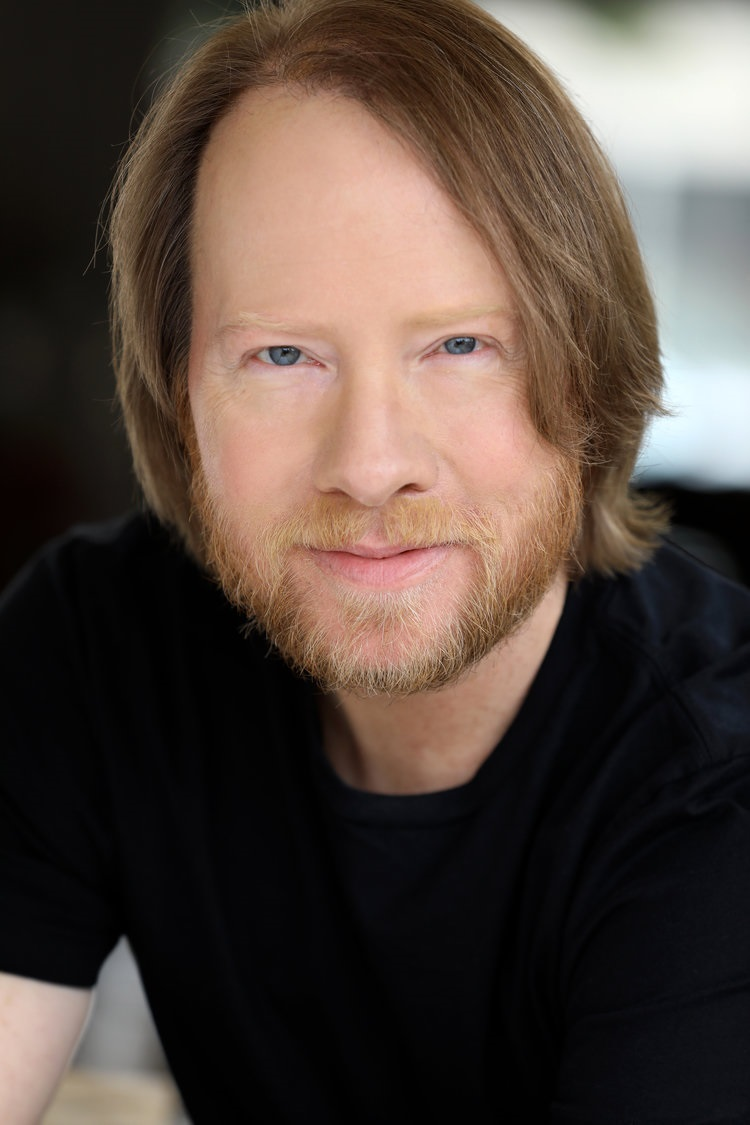
بیل براون

بیل براون (انگلیسی: Bill Brown؛ زادهٔ ۱۹۶۹ (۵۵–۵۶ سال)) یک موسیقی‌دان است. وی از سال ۱۹۹۸ میلادی تاکنون مشغول فعالیت بوده‌است.